# Górecko Kościelne
Górecko Kościelne is een plaats in het Poolse district  Biłgorajski, woiwodschap Lublin. De plaats maakt deel uit van de gemeente Józefów en telt 44 inwoners.